# Störartige
Die Ordnung Störartige (Acipenseriformes) oder „Knorpelschmelzschupper“ umfasst zwei heute noch existierende (rezente) Familien  von Knochenfischen mit 30 Arten und mehrere fossile Gruppen. Sie stellen die einzigen rezenten Vertreter der Knorpelganoiden, einer je nach Definition, mehr oder weniger diversen Gruppe ursprünglicher Knochenfische. Als Fossilien sind Störartige seit dem Jura, möglicherweise sogar seit dem Perm bekannt.

## Merkmale
Die Störartigen haben ein nur unvollständig verknöchertes Skelett und die Schuppen des Rumpfes sind stark oder komplett reduziert. Ein wichtiges Merkmal ist zudem die Reduktion der dermalen Knochen des Oberkiefers Maxillare und Prämaxillare sowie die hyostyle und damit hochbewegliche Aufhängung des Palatoquadratums, des knorpelig vorgebildeten „Ur-Skeletts“ des Oberkiefers und Gaumens. Diese Umbildungen stehen im Zusammenhang mit einer stark bodenbezogenen Ernährungsweise der Tiere.

## Stammesgeschichte, älteste Vertreter und Systematik

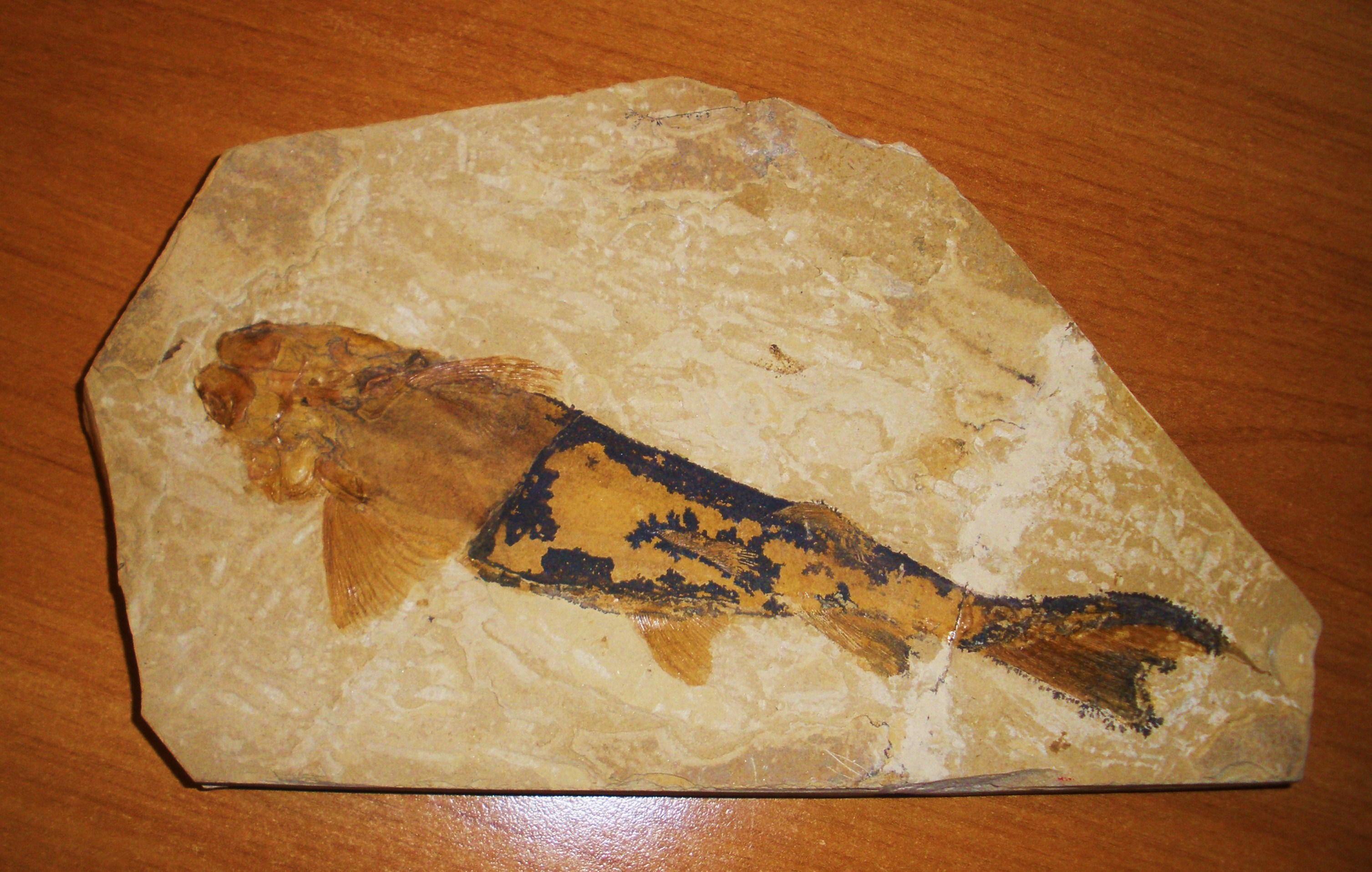
Peipiaosteus pani (Oberjura)

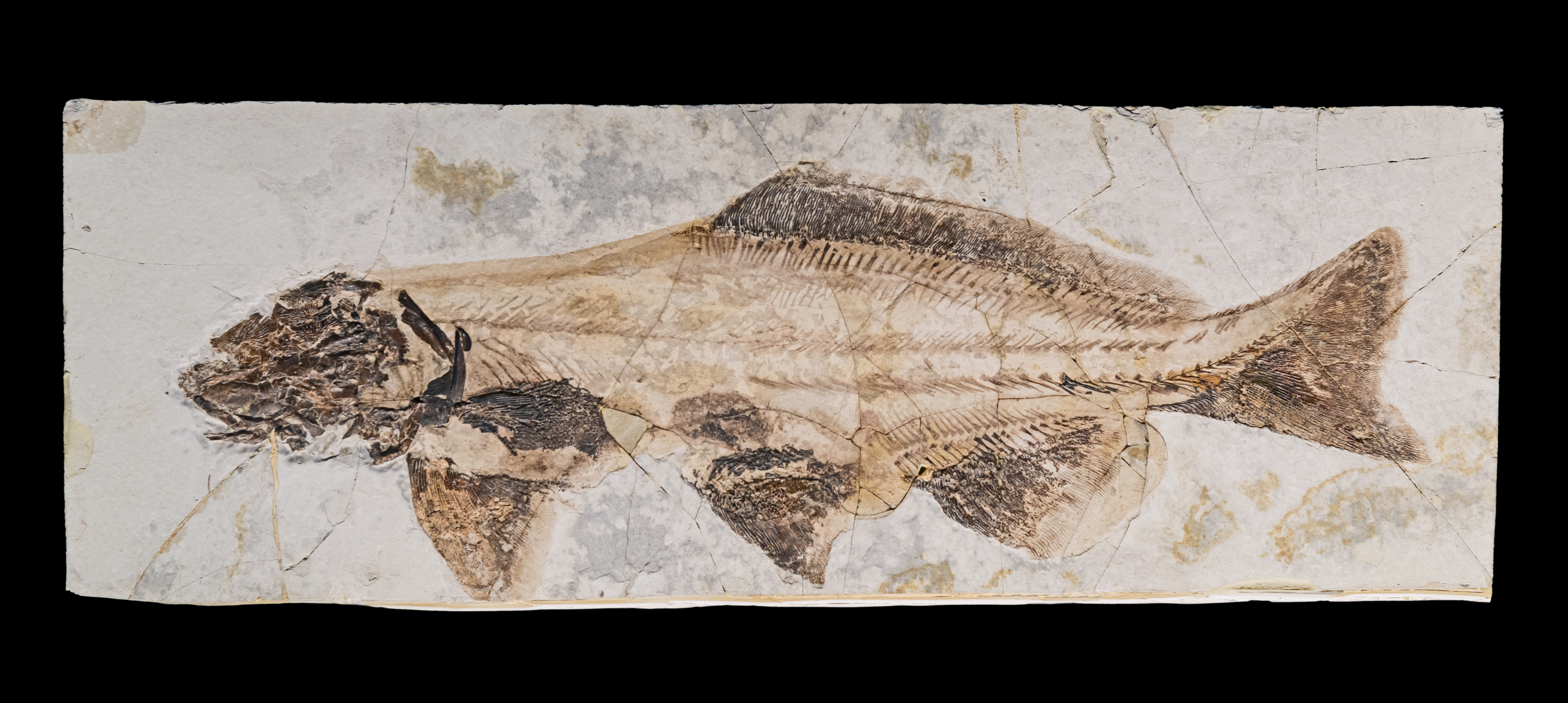
Yanosteus longidorsalis

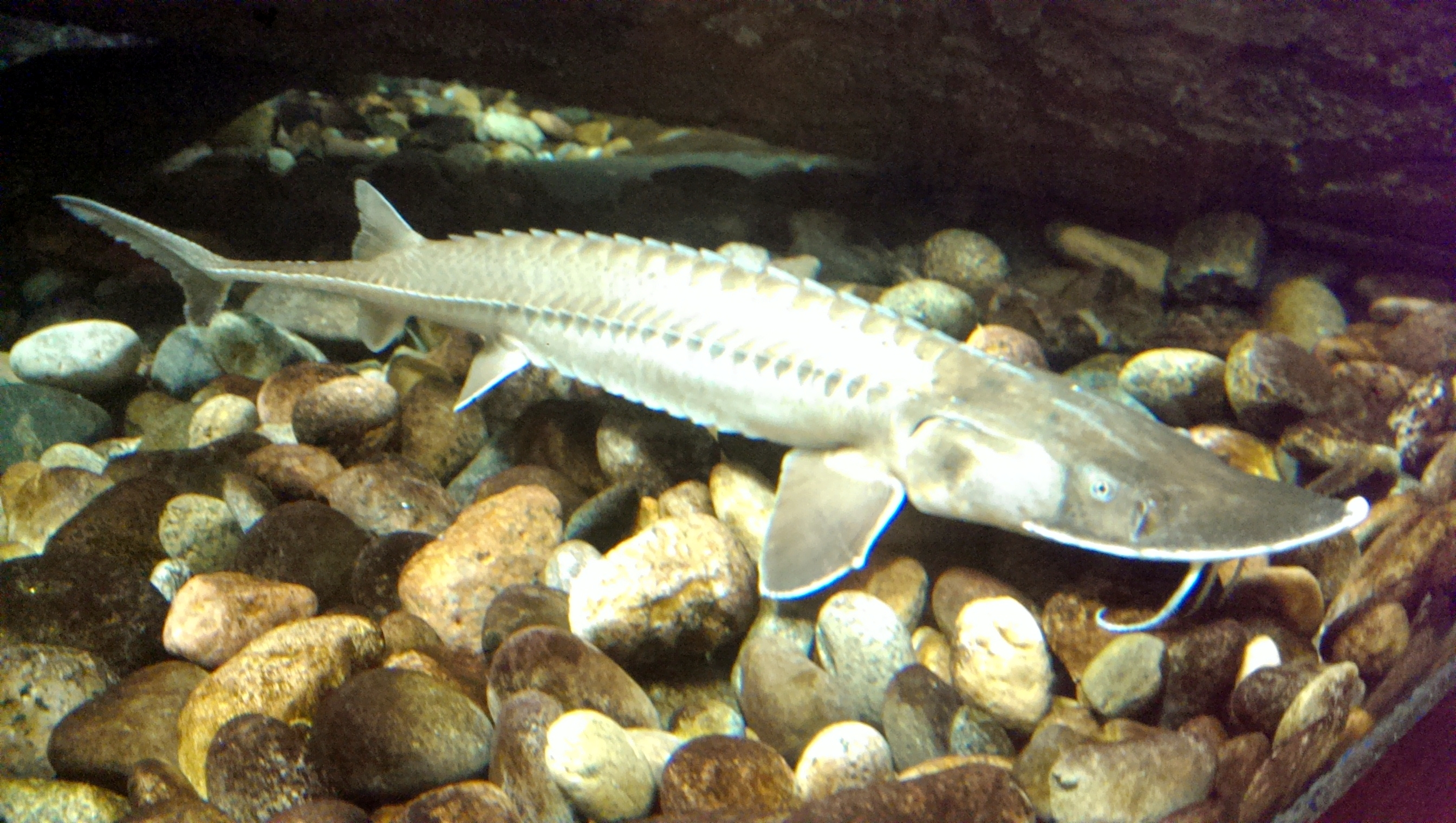
Schaufelstör (Scaphirhynchus platorynchus)

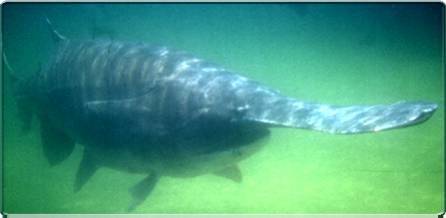
Löffelstör (Polyodon spathula)

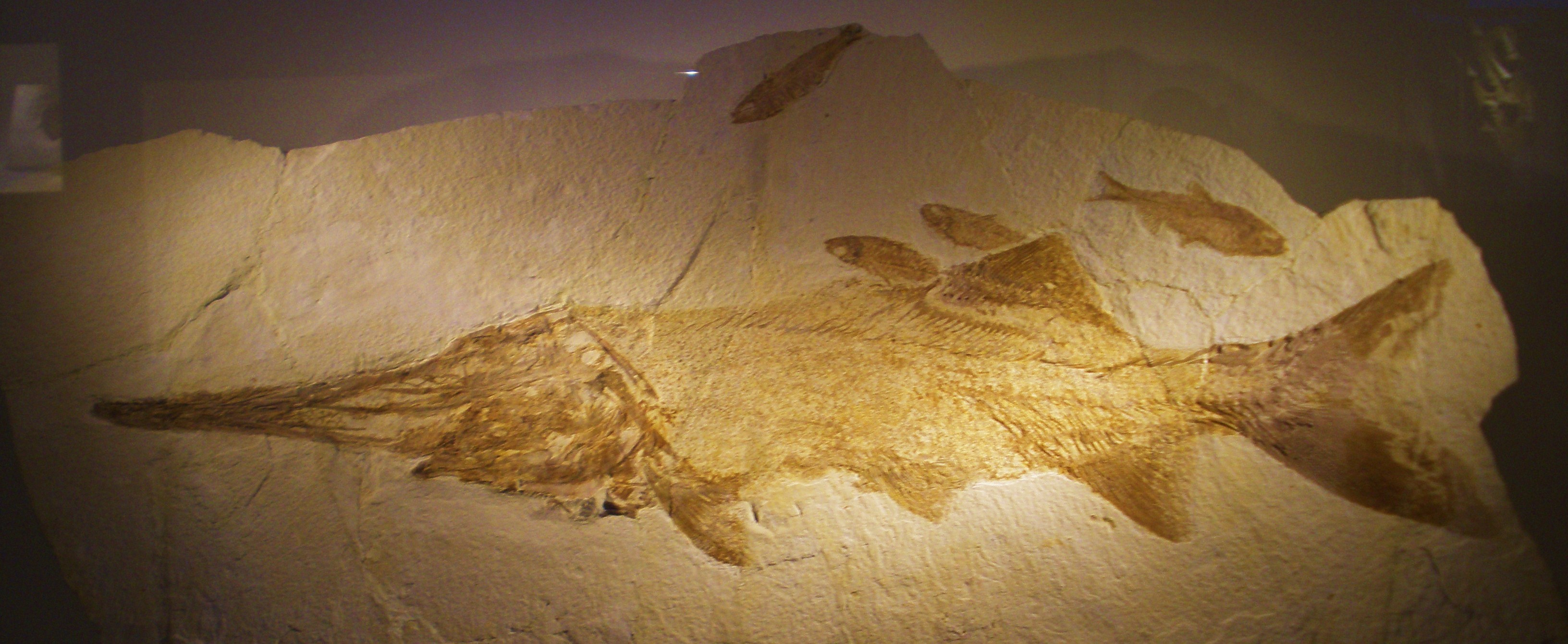
Crossopholis magnicaudatus

Die Acipenseriformes repräsentieren einen sehr frühen Abzweig von der Linie, die zu den modernen Knochenfischen, den Teleosteern führt. Ihre nächsten fossilen Verwandten sind die Birgeriidae, eine Gruppe, die traditionell den „Palaeonisciformes“ zugerechnet wird. Letztgenannte gelten als Vertreter der ersten großen Radiation der Knochenfische im Jungpaläozoikum.
Acipenseriformes sind fossil sicher seit dem Unteren Jura nachgewiesen. Die Art Chondrosteus acipenseroides aus dem Sinemurium und Hettangium von Südwest- und Mittelengland ist einer der historisch am längsten bekannten fossilen Störartigen. Eine andere frühjurassische Art, Strongylosteus hindenburgi aus dem Posidonienschiefer (Toarcium) von Holzmaden in Baden-Württemberg gehört möglicherweise ebenfalls der Gattung Chondrosteus an.
Im Jahre 2005 wurde aus China ein Fossil beschrieben, das die stratigraphische Reichweite der Störartigen sogar bis ins Oberperm hinein ausdehnen könnte. Der Vertreter mit Namen Euchondrosteus sinenis entstammt der Fangshankou-Formation der Gansu-Provinz.
Rezent leben von den Störartigen nur noch zwei Familien, die Störe (Acipenseridae) mit 25 Arten in vier Gattungen und die Löffelstöre (Polyodontidae) mit 2 Arten in zwei Gattungen.
Die Systematik der Acipenseriformes ist in der folgenden Auflistung wiedergegeben:
- Störartige (Acipenseriformes):
  - Peipiaosteidae †
    - Peipiaosteus †
    - Stichopterus †
    - Yanosteus †

  - Chondrosteoidei †
    - Chondrosteidae †
      - Chondrosteus † = (?) Strongylosteus †
      - Gyrosteus †

  - Acipenseroidei
    - Echte Störe (Acipenseridae)
      - Acipenser, rezent 18 Arten
      - Huso, rezent 2 Arten
      - Scaphirhynchus, rezent 3 Arten in Nordamerika
      - Pseudoscaphirhynchus, rezent 3 Arten
      - Protoscaphirhynchus †

    - Löffelstöre (Polyodontidae)
      - Protopsephurus †
      - Palaeopsephurinae †
        - Palaeopsephurini †
          - Paleopsephurus †

      - Polyodontinae
        - Polyodontini
          - Löffelstör (Polyodon), rezent 1 Art
          - Crossopholis †

        - Psephurini †
          - Schwertstör (Psephurus) †

### Hybride
2019 schufen ungarische Wissenschaftler aus Löffelstör (Polyodon spathula) und Russischem Stör (Acipenser gueldenstaedtii) versehentlich den „Sturddlefish“.

## Gefährdung
Alle rezenten Arten sind in ihren Beständen stark gefährdet und zumindest lokal ausgestorben. Für den Schutz dieser Arten setzt sich insbesondere die World Sturgeon Conservation Society ein. Einige haben eine hohe wirtschaftliche Bedeutung als Speisefische und vor allem als Kaviarlieferanten.